# Burg Hummertsried
Die Burg Hummertsried, früher auch Humprechtsried genannt, ist eine abgegangene Burg 300 Meter südwestlich der Kapelle im Ortsteil Hummertsried der Gemeinde Eberhardzell, Landkreis Biberach in Baden-Württemberg.
Von der 1246 als „Humprechtsried“ erwähnten Burg sind noch Reste der Grundmauern und des Burggrabens erhalten. Die ehemalige Burganlage hatte einen sieben Meter hohen mit zwei Meter starken Mauern erbauten Bergfried.